# Anneville-sur-Mer
Anneville-sur-Mer là một xã thuộc tỉnh Manche trong vùng Normandie tây bắc nước Pháp. Xã này nằm ở khu vực có độ cao từ 0-16 mét trên mực nước biển.